# 菜市口
39°53′21″N 116°22′28″E / 39.889282°N 116.374429°E
菜市口，北京地名，位于西城区广安门内大街与宣武门外大街交汇处，属于老北京外城（也叫南城）地区。即是後來清代著名的菜市口法场，為要犯的死刑執行之地。

## 历史

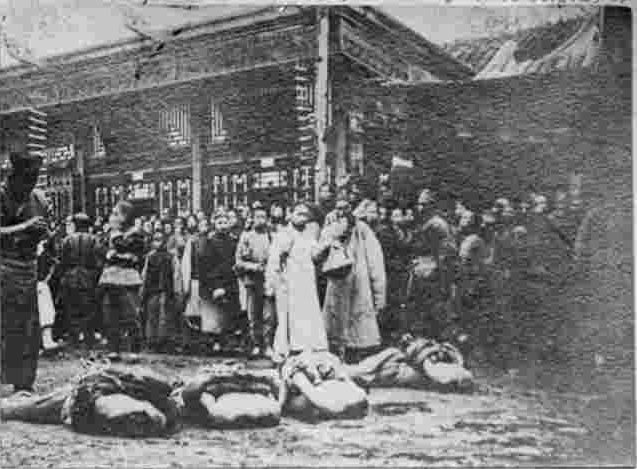
1905年在菜市口法场举行的斩首行刑

菜市口为元明清三朝法場，實際均位于不同地点，但因為名稱，常被混作一處討論。
元代「柴市」，知名活字典王永斌《杂谈老北京》《宁死不屈的文天祥》一篇中，指出“柴市”在交道口南一帶，亦即元代北兵马司监狱的北邊不遠處。而文天祥就義的柴市即在此處，明朝洪武九年（1376年），起建文丞相祠，距文天祥殉國尚不滿百年，朝廷考據應有所本。
明代因嘉靖三十二年始建外城，處決人犯西四牌楼南西市，並不在清代的菜市口。
明清两代，北京西南的永定河经常泛滥，故北京城正南方的南郊是一片沼泽。中国南方各地与北京城的旱路交通，是沿太行山东麓，走北京城西南的芦沟桥跨越永定河，然后进出广安门，在菜市口路口分流，向北拐可入宣武门，向东直行可入正阳门（前门）。这一带会馆林立，商家云集，是明清两代京城重要的商业中心。菜市口在明代是京城较大的蔬菜市场，因沿街菜摊、菜店众多，菜市最集中的街口称“菜市街”，清代改称菜市口。
清代初中期，京城实行满汉分居，满人住内城，汉人住外城。清代初年，朝廷把正法刑场从内城的西四牌楼，迁移到菜市口，加强行刑示众的效果。順治十八年十月，被控仍然和鄭成功勢力暗通款曲的鄭芝龍遭當時的輔政大臣蘇克薩哈斩首，以及清末庚子五忠、戊戌六君子皆處死於此地。

## 该地区主要名胜古迹老字号
- 菜市口法场
- 菜市口胡同，《晨钟报》社旧址、孙毓汶、李鸿藻故居等。
- 法源寺
- 西鹤年堂
- 便宜坊烤鸭店，米市胡同。
- 谭家菜
- 黑猴帽店
- 广和居
- 姚燮故居
- 林则徐故居，贾家胡同31号。
- 洪亮吉故居，贾家胡同。
- 曾国藩故居，贾家胡同。
- 南海会馆，康有为故居，米市胡同43号。
- 新会会馆，梁启超故居，粉房琉璃街115号。
- 潘祖荫故居，米市胡同。
- 浏阳会馆（谭嗣同故居），北半截胡同41号。旧名是库堆胡同。
- 林纾旧居，宣武门外校场口内芝麻街。
- 林白水旧居，棉花头条1号。
- 绍兴会馆（鲁迅故居），半截胡同7号。
- 安庆会馆（中国国民党成立会场、陈独秀故居之一。）
- 《京报》馆旧址，魏染胡同30号，邵飘萍创办。
- 胡适旧居
- 潜山会馆（张恨水故居之一。）
- 湖南会馆，烂漫胡同99号，毛泽东故居之一。
- 白云鹏故居，南大吉巷胡同。
- 荀慧生故居
- 林海音旧居
- 永兴庵，清末民初报纸批发站，南柳巷45号，破损，现为民居。
- 中华圣洁教菜市口堂，广安门内大街497号。

## 交通

### 地铁
- 菜市口站

### 道路
- 广安大街